# Pasquale Panico
Pasquale Panico (Cerignola, 7 maggio 1926 – Foggia, 21 gennaio 2018) è stato un politico e sindacalista italiano.

## Biografia
Operaio agricolo con licenza elementare, si iscrive al PCI nel 1944. Dal 1944 al 1946 è vice capo della lega dei braccianti di Cerignola. Dal 1947 al 1948 è Segretario della terza sezione del PCI di Cerignola. Dal 1949 al 1952 è il primo Segretario provinciale e membro della Direzione nazionale della Fgci. Nel 1953 è Segretario provinciale della Federbraccianti. 
Dal 1944 al 1957 è Segretario della Camera del lavoro di Cerignola. Nel 1956 è stato eletto, nel Collegio di Cerignola, primo consigliere provinciale, nella lista del PCI. 
Dal 1958 al 1970 è Segretario generale della Cgil della provincia di Foggia. Nello stesso periodo è rieletto consigliere, assessore e vice presidente dell'Amministrazione provinciale ed è consigliere comunale al comune di Foggia. 
Dal 1970 al 1979 è consigliere regionale alla Regione Puglia, vice presidente del Consiglio regionale nella prima Legislatura ed è Presidente della Commissione Agricoltura nella seconda Legislatura. Dal 1972 al 1975 è Presidente provinciale dell'Arci Uisp. Dal 1975 al 1977 è Presidente provinciale dell'Alleanza contadini. 
Eletto Senatore nel 1979 nel Collegio di Cerignola, fa parte della Commissione Lavoro. Nello stesso periodo è Presidente provinciale della Commissione Federale di Controllo. È stato promotore e cofirmatario dell'emendamento alla legge di riordino del sistema universitario che ha schiuso le porte all'istituzione dell'Università di Foggia.
Dal 1983 al 1989 è Presidente regionale della Commissione Federale di Controllo del PCI. Dopo la svolta della Bolognina si schiera contro la decisione di Achille Occhetto di sciogliere il PCI ed è il coordinatore provinciale della mozione che a livello nazionale fa capo ad Pietro Ingrao. Decide, dopo lo scioglimento del PCI, di non iscriversi né a Rifondazione né al Partito Democratico della Sinistra.